# Harbour Air
Harbour Air — канадська чартерна авіакомпанія зі штаб-квартирою у місті Ричмонд (Британська Колумбія), працює на чартерних, туристичних і вантажних маршрутах з Ванкувера, Вікторії і Нанаймо.
Основний парк авіакомпанії складають гідролітаки de Havilland Canada. Спільно з регіональним авіаперевізником Air West Coast компанія експлуатує два гидроаэропорта: Міжнародний аеродром Ванкувер-Харбор і Аеродром Вікторія-Іннер-Харбор.

## Історія
Авіакомпанія Windoak Air Service була заснована в 1982 році для виконання чартерних рейсів на гідролітаках і забезпечення потреб підприємств лісової промисловості в провінції Британська Колумбія. У 1993 році Harbour Air придбала невеликого перевізника місцевого значення Trans-Provincial Airlines, розширивши тим самим географію польотів за рахунок збільшення чартерних та запровадження кількох регулярних рейсів придбаної авіакомпанії.
Тепер Harbour Air позиціонує себе як найбільша у світі комерційна авіакомпанія, що використовує парк гідролітаків. У червні 2007 року компанія сформувала невелике дочірнє підрозділ Harbour Air Malta, яка має власний гідролітак DHC-3 Turbo Otter, базується в аеропорту Валетта-Харбор і здійснює регулярні рейси на острів Гозо, а також проводить повітряні екскурсії навколо сусідніх острівців.
Harbour Air випускає власний польотний журнал для пасажирів «Coastlines Magazine».

## Маршрутна мережа авіакомпанії

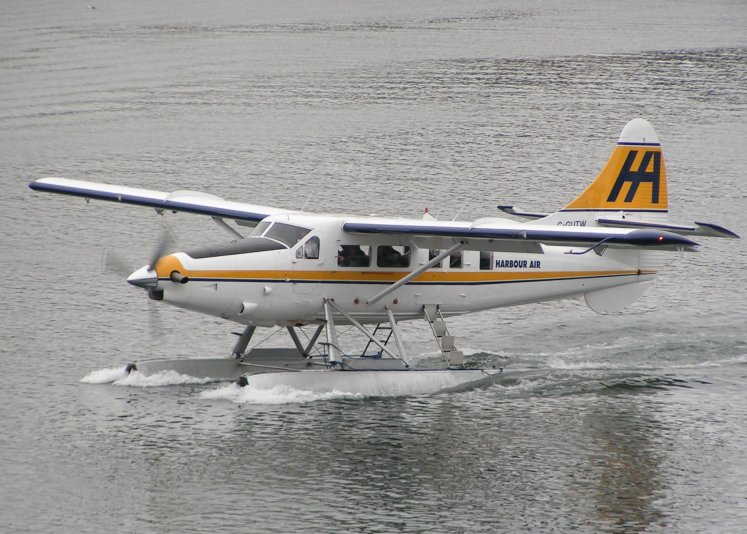
De Havilland Canada DHC-3 Otter авіакомпанії Air Harbour

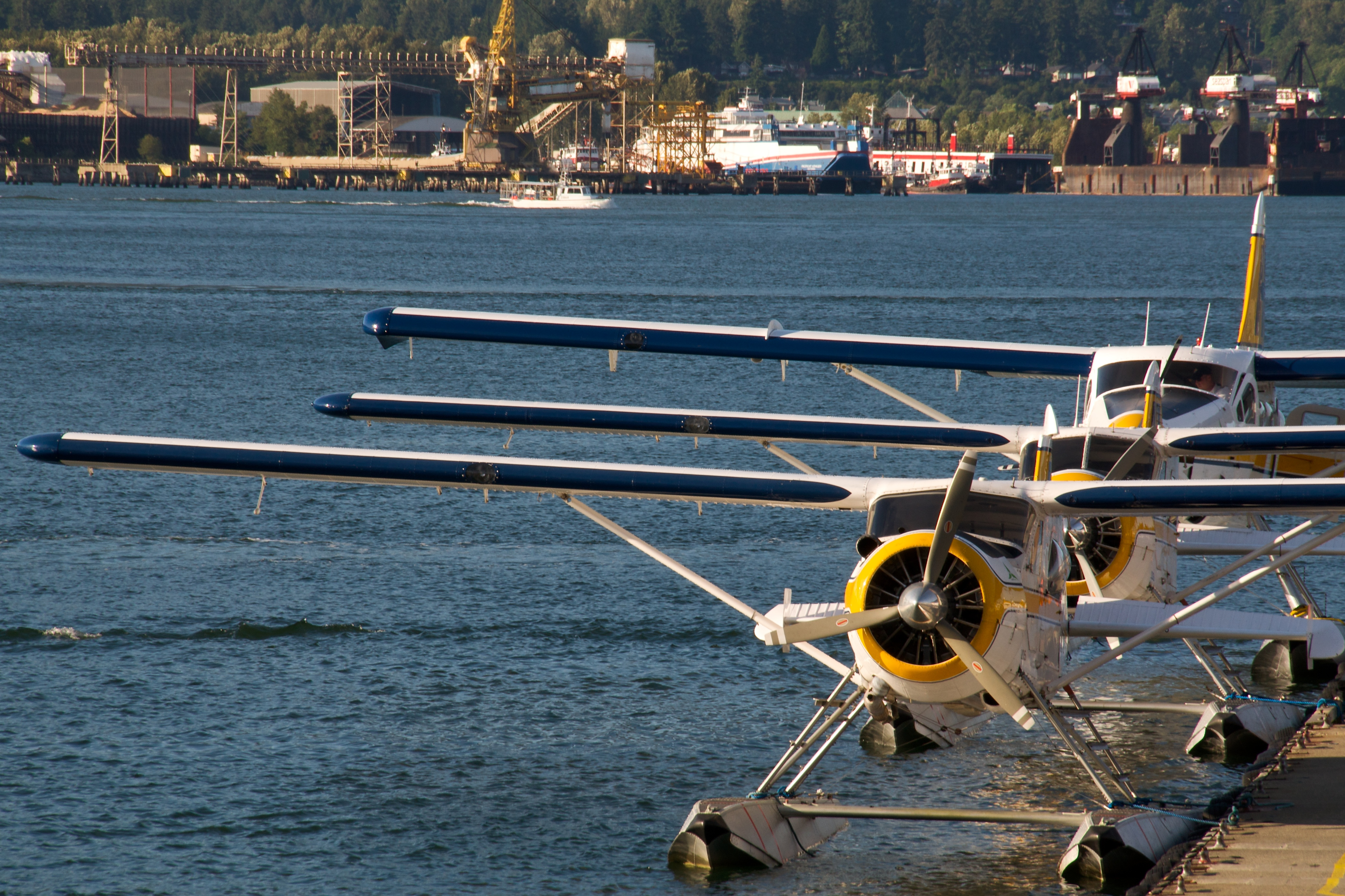
Гідролітаки Harbour Air на стоянці у Ванкувері

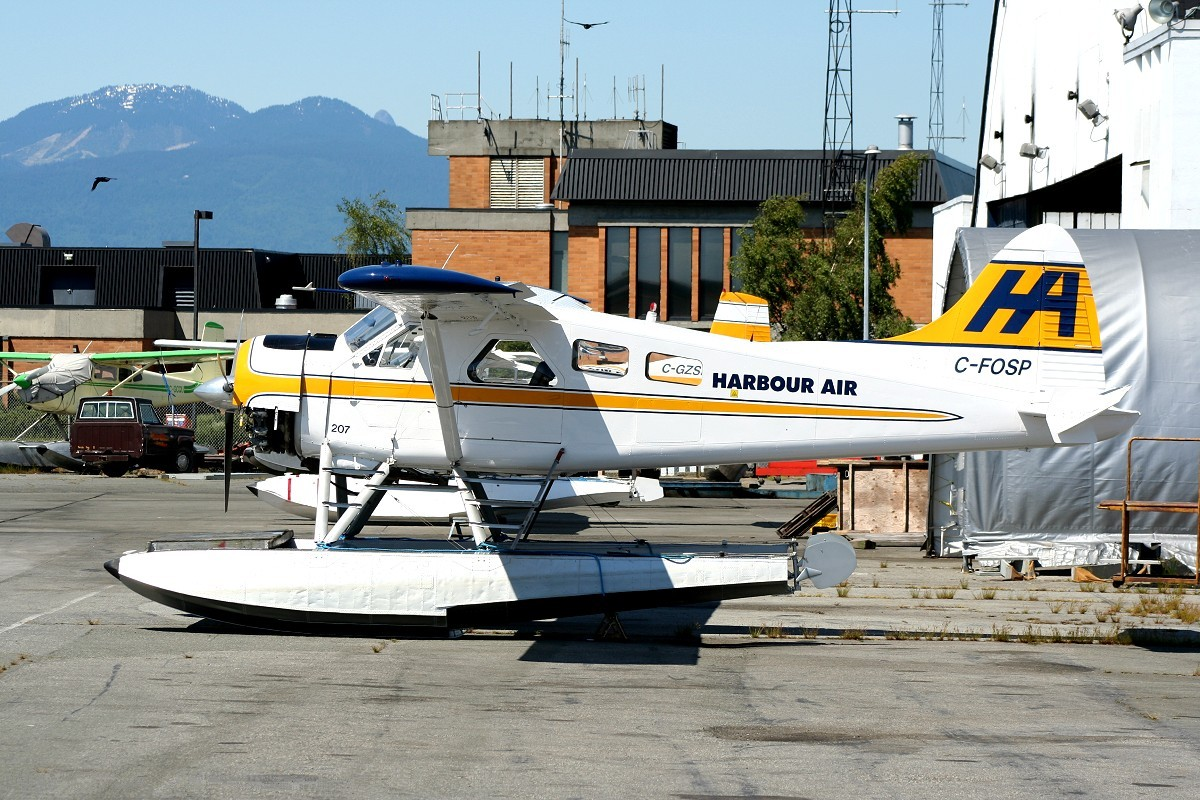
De Havilland Canada DHC-2 Beaver авіакомпанії Harbour Air в Річмонді, червень 2006 року

Станом на жовтень 2007 року авіакомпанія Harbour Air виконувала рейси по наступним пунктам:
- Аеродром Ванкувер-Харбор (Ванкувер)
  - Вікторія
  - Нанаймо
  - Галф-Айлендс (Гангіс, Мэпл-Бей, Бедуелл-Харбор)
- Міжнародний аеродром Ванкувер-Харбор (Річмонд)
  - Вікторія
  - Нанаймо
- Аеродром Вікторія-Іннер-Харбор (Вікторія)
  - Ванкувер
  - Річмонд (Міжнародний аеропорт Річмонд)
  - Ленглі
- Аеропорт Нанаймо-Харбор (Нанаймо)
  - Ванкувер
  - Річмонд
- Регіональний аеропорт Ленглі (Ленглі)
  - Вікторія

## Флот
Станом на березень 2009 року повітряний флот авіакомпанії Harbour Air складався з 33 літаків: